# Monte Olimpo (Cipro)
Il monte Olimpo è una montagna alta 1.953 m, il più alto dell'isola nella catena del Troodos che occupa la parte centrale dell'isola di Cipro. Il picco più alto, dal nome di Chionistra, è quasi completamente occupato da installazioni di telecomunicazioni e radar dell'esercito cipriota e del Regno Unito, come previsto dal Trattato di Indipendenza del 1960.
Negli inverni con più precipitazioni è possibile sciare sulle piste dell'Olimpo, partendo dal villaggio di Troodos.
L'Olimpo della mitologia greca si ispira invece all'omonimo monte della Grecia, fra la Macedonia e la Tessaglia.

## Frazer
L'imponente catena montuosa del Troodos si estende lungo la maggior parte della zona occidentale di Cipro.
Il monte Olimpo è coperto di foreste di pini larici e di cedri del Libano. La zona è conosciuta fin dall'antichità per le sue miniere. I monasteri bizantini che vi trovano luogo sono stati dichiarati patrimonio dell'umanità.
Così James George Frazer descrive questa zona in relazione alla località di Pafo, famosa in antichità per il culto dell'Afrodite Urania: L'alta catena del monte Olimpo (l'odierno Troodos), incappucciato di neve per la maggior parte dell'anno, ripara Pafo dai venti d'oriente e di settentrione, appartandola dal resto dell'isola. Sulle pendici della catena montuosa, sopravvivono le ultime pinete di Cipro, nelle quali sorgono qua e là dei monasteri, in uno scenario degno degli Appennini.

## Erodoto
Cipro, dalle cui acque secondo la tradizione sarebbe nata Afrodite, e particolarmente la zona di Pafo nei pressi del monte Olimpo, si connotano come luoghi deputati al culto della dea, la quale si pone in relazione con un altro personaggio altrettanto importante nella mitologia e nella religione greca, Adone, di cui le fonti e gli studi moderni hanno accertato un'origine orientale. Mirra o Smirna, madre di Adone, sarebbe infatti figlia o di Tia re del Libano o di Cinira, fondatore di Pafo, che divenne la capitale cipriota ai tempi di Alessandro Magno.
Lo storico greco Erodoto nel ricordare il saccheggio che colpì il santuario di Afrodite Urania ad Ascalona in Siria, lo mette in relazione al culto cipriota di Pafo, detto di Afrodite Paphia, dichiarandone la dipendenza da quello siriano: Quando furono nella Siria Palestina, il re d'Egitto Psammetico, fattosi loro incontro, con doni e con preghiere li dissuase dal procedere più oltre; e quando, nella loro ritirata, giunsero alla città siriaca di Ascalona, mentre il grosso degli Sciti passò oltre senza recare alcun danno, alcuni, invece, rimasti indietro, depredarono il tempio di Afrodite Urania. Questo santuario, per quanto le mie informazioni mi permettono di assodare, è il più antico di tutti i templi dedicati a questa dea, poiché quello di Cipro ha avuto origine di qui, come riconoscono gli abitanti stessi, e quello di Citera fu fondato dai Fenici venuti appunto da questa parte della Siria.